# Spurenamine
| Spurenamine (Arylethylamine) |
| ---------------------------- |
| Phenethylamin                |
| Tyramin                      |
| Octopamin                    |
| Tryptamin                    |

Spurenamine (engl. trace amines) sind biogene Amine, die durch Decarboxylierung von aromatischen Aminosäuren entstehen. Ihrem Namen entsprechend kommen sie im Körper nur in geringen Mengen vor.

## Entdeckung
Ursprünglich wurde angenommen, dass sie ein Abfallprodukt bei der Synthese der Neurotransmitter Dopamin, Serotonin und Noradrenalin seien. Per Zufall jedoch entdeckte Beth Borowsky im Jahr 2001 eine neue Familie von Rezeptoren, die durch Spurenamine spezifisch stimuliert wurden. Sie taufte diese Rezeptoren TA1, TA3, TA4 und TA5. Weitere Rezeptortypen wurden bei Maus und Ratte gefunden.

## Bedeutung
Spurenamine erlangten durch weitere Arbeiten Aufsehen, da die Rezeptoren im Belohnungssystem des Gehirns, dem Nucleus accumbens exprimiert werden. Viele unserer Nahrungsmittel enthalten Spurenamine, so enthalten Käse und Bananen Tyramin. β-Phenylethylamin (PEA) und Tryptamin kommen in Schokolade vor. Seit der Entdeckung der Rezeptoren spricht man ihnen neben dem Serotonin und dem Theobromin einen psychisch aufhellenden Effekt zu (chocolate: the feel-good-food). Eine Fehlregulation im menschlichen Körper wird mit Schizophrenie und Depression in Verbindung gebracht, für möglich erachtet wird u. a. eine Rolle bei Migräne, Parkinson-Krankheit und ADHS.
Zu den Spurenaminen zählen unter anderem:
- β-Phenylethylamin, ebenfalls strukturverwandt mit Dopamin
- Tyramin, strukturverwandt mit Dopamin
- Octopamin, strukturverwandt mit Noradrenalin
- Tryptamin, strukturverwandt mit Serotonin

(R)-4-Hydroxyamphetamin gehört zu den potentesten zurzeit bekannten Agonisten am Spurenamin-Rezeptor, Typ TA1.